# Рейн (Луїзіана)
Рейн (англ. Rayne) — місто (англ. city) в США, в окрузі Акадія штату Луїзіана. Населення — 7236 осіб (2020).

## Географія
Рейн розташований за координатами 30°14′26″ пн. ш. 92°16′2″ зх. д. / 30.24056° пн. ш. 92.26722° зх. д. (30.240513, -92.267335).  За даними Бюро перепису населення США в 2010 році місто мало площу 9,89 км², з яких 9,87 км² — суходіл та 0,02 км² — водойми.

## Демографія
Згідно з переписом 2010 року, у місті мешкали 7953 особи в 3158 домогосподарствах у складі 2034 родин. Густота населення становила 804 особи/км².  Було 3531 помешкання (357/км²).
Расовий склад населення:
| - 62,5 % — білих - 35,1 % — чорних або афроамериканців - 0,3 % — корінних американців - 0,2 % — азіатів |

До двох чи більше рас належало 1,6 %. Частка іспаномовних становила 1,5 % від усіх жителів.
За віковим діапазоном населення розподілялося таким чином: 26,2 % — особи молодші 18 років, 58,9 % — особи у віці 18—64 років, 14,9 % — особи у віці 65 років та старші. Медіана віку мешканця становила 37,8 року. На 100 осіб жіночої статі у місті припадало 90,3 чоловіків;  на 100 жінок у віці від 18 років та старших — 84,2 чоловіків також старших 18 років.
Середній дохід на одне домашнє господарство  становив 45 573 долари США (медіана — 30 575), а середній дохід на одну сім'ю — 54 567 доларів (медіана — 42 065). Медіана доходів становила 42 379 доларів для чоловіків та 22 488 доларів для жінок. За межею бідності перебувало 23,2 % осіб, у тому числі 27,0 % дітей у віці до 18 років та 32,2 % осіб у віці 65 років та старших.
Цивільне працевлаштоване населення становило 3350 осіб. Основні галузі зайнятості: роздрібна торгівля — 17,5 %, освіта, охорона здоров'я та соціальна допомога — 15,3 %, мистецтво, розваги та відпочинок — 13,9 %, науковці, спеціалісти, менеджери — 13,6 %.